# Тайбер (нефтяное месторождение)
Тайбер (англ. Tiber) — гигантское нефтяное месторождение в Мексиканском заливе (Upper Jurassic-Cretaceous-Tertiary Composite TPS) 400 км к юго-востоку от Хьюстона. Открыто 2 сентября 2009 года. Геологические запасы нефти составляют 1,8 млрд тонн. Начальные запасы нефти составляют 1 млрд тонн.
Нефтеносность установлена в отложениях неогена и палеогена. Залежи на глубине 10,6 — 12 км. По данным BP, месторождение станет одним из самых глубоких за всю историю нефтяной отрасли.
Оператором Тайбер Проспекта является британская нефтяная компания BP (62 %). Другие партнеры проекта: американская ConocoPhillips (18 %) и бразильская Petrobras (20 %).
Бурение на Тайбер Проспекте проводилось в 2008-2009 годах платформой Deepwater Horizon компании Transocean. Позднее, при бурении на проспекте Макондо в апреле 2010 года эта платформа была повреждена в ходе пожара и утонула.